# زبيدة بنت جعفر
أم جعفر زبيدة بنت جعفر بن أبي جعفر المنصور العباسية الهاشمية القرشية (766-831م) (149-216هـ)، ويقال أن اسمها أمة العزيز، أما سبب تسميتها باسم زبيدة فقد كان جدها المنصور يرقِّصها في طفولتها ويقول لها "زبيدة أنت زبيدة" لشدة بياضها فغلب عليها اسم المداعبة، فأصبحت تعرف بزبيدة وهي زوجة الخليفة العباسي هارون الرشيد، وحفيدة مؤسس الدولة العباسية الخليفة أبي جعفر المنصور من ابنه جعفر. وتعتبر من أهم نساء الدولة العباسية وأكثرهم شهرة لما كان لها من دور في الخلافة فهي أم الخليفة الأمين الذي قتل على يد أخيه المأمون بعد نزاع على السلطة. من أهم أعمالها بناء أحواض للسقاية للحجاج في دربهم من بغداد إلى مكة فيما عرف بدرب زبيدة، وعين زبيدة في مكة المكرمة تكريمًا لها، ولها اليوم وقف حكومي يعرف بوقف عين زبيدة ضمن الهيئة العامة للأوقاف في المملكة العربية السعودية.

## منزلتها
تعاوَنَتْ امرأتان على تنشئة هارون الرشيد، إحداهما أُمّهُ الخيزران، التي يعتقد كثير من المؤرخين أنها هي التي كانت تسير أمور الدولة إبان حكم زوجها المهدي، والثانية زوجتُه أمَةُ العزيزِ بنت جعفر بن أبي جعفر المنصور أمُّ الخليفة محمد الأمين. وزبيدة – وكنيتها أم جعفر - ابنة عم هارون وابنة خالته في الوقت نفسه، فأمها هي سلسل شقيقة الخيزران بنت عطاء.
تزوّج الاثنان في عهد المهدي والد هارون الرشيد سنة 165 هـ. وكانت زبيدة حسبما تنقل لنا كتب التاريخ سيدة بارعة الجمال، فاتنة الحديث، رزينة ذات عقل ورأي وفصاحة وبلاغة، تنظِم الشعر وتناظر الرجال في شتى نواحي الثقافة، إلى جانب جمالها وسمو خلقها. وقد أحبّها الرشيد حبًا جمًا ومنحها مكانة رفيعة ونفوذًا كبيراً، فكانت على الدوام السيدة الأولى بين نسائه. كما عُرف عنها أنها كانت تشير على زوجها في كثير من المناسبات والأحداث بالآراء، وأنها كانت في حقيقة الأمر تمسك بيديها زمام الأمور أثناء غياب زوجها في غزواته الكثيرة. وقد خلفت وراءها آثاراً عديدة في مجالات متنوعة ما زالت تحمل اسمها حتى الآن. [بحاجة لمصدر]

## اهتماماتها وأعمالها
وقد عرف عن زبيدة اهتمامها الكبير بالآداب والعلوم، فبذلت الكثير حتى حشدت في عاصمة بغداد مئات الأدباء والشعراء والعلماء ووفرت لهم كل وسائل الإنتاج والبحث. وكان ممن اشتهر منهم في مجال الشعر العباس بن الأحنف، أبو نواس، مسلم بن الوليد، أبو العتاهية، الحسين بن الضحاك، والراوية خلف الأحمر، وشيخ أدب النثر الجاحظ، وعلماء اللغة الخليل بن أحمد وسيبويه والأخفش الأكبر وأبو عمرو بن العلاء، ومن علماء الدين الإمام أبو حنيفة والإمام الأوزاعي والإمام مالك بن أنس، إضافة إلى الكثيرين من الأطباء والمجددين في شتى فروع العلم. وقد بذلت في سبيل ذلك الأموال الطائلة، حتى يمكن القول أنها فتحت أبواب خزائنها لتحويل بغداد إلى قبلة ومستقر للعلماء من الزوايا الأربع للدولة. ومن الأطباء الذين كانت تشملهم برعايتها الطبيب جبريل الذي منحته راتباً شهرياً، قدره خمسين ألف درهم.
وكانت زبيدة شريكة حقيقية لهارون الرشيد، لكنها كانت تراعي على الدوام إبراز الرأي الصواب على أنه رأي الخليفة، فكسبت بذلك احترام وثقة الحاشية. ومن الأحداث ذات المغزى الذي يدل على حسن التصرف أن الرشيد وأم جعفر اختلفا وهما يتداعبان في الفالوذج واللوزينج، أيهما أطيب؟ فحضر أبو يوسف القاضي، فسأله الرشيد عن ذلك فقال: يا أمير المؤمنين، لا يُقضى على غائب، فأمر بإحضار الصنفين، فأكل القاضي حتى اكتفى، فقال له الرشيد: احكم، قال: قد اصطلح الخصمان يا أمير المؤمنين، فضحك الرشيد، وأمر له بألف دينار، فبلغ ذلك زبيدة، فأمرت له بألف دينار إلا ديناراً، وذلك كي تبقي مكرمة زوجها، وهو الخليفة، فوق مكرمتها. كما أنها كانت رفيقة الخليفة في معظم رحلاته، سواء أن كانت لغزو الروم أو للدفاع عن حدود الدولة ضد الغزاة أم للحج. ويذكر المؤرخون أن هارون كان يحج في معظم السنوات، قاطعاً المسافة بين بغداد ومكة المكرمة سيراً على الأقدام.
ويذكر المؤرخون أنها في إحدى رحلات الحج شاهدت مدى معاناة حجاج بيت الله في الحصول على مياه للشرب، حيث كانت الوعاء الواحد يباع بدينار. ويقول المؤرخ أبو الفرج بن الجوزي إن زبيدة أمرت المهندسين بدراسة عاجلة لجر المياه إلى مكة المكرمة. فأشاروا عليها بأن الأمر صعب للغاية، حيث يحتاج لحفر أقنية بين السفوح وتحت الصخور لمسافة لا تقل عن عشرة أميال. وقال لها وكيلها: يلزمك نفقة كثيرة. فأمرته بتنفيذ المشروع على الفور ولو كلفت ضربة الفأس ديناراً. فاحضر خازن المال أكفأ المهندسين ووصلوا إلى منابع الماء في الجبال. ثم أوصلوه بعين حنين بمكة. وهكذا أسالت الماء عشرة أميال من الجبال ومن تحت الصخور، ومهدت الطريق للماء في كل خفض وسهل وجبل، وعرفت العين فيما بعد، وحتى الآن باسم عين زبيدة. وما زالت القناة التي بنتها تعرف باسم نهر زبيدة. وأقامت الكثير من البرك والمصانع والآبار والمنازل على طريق بغداد إلى مكة أيضاً، كما بنت المساجد والأبنية في بغداد كذلك. وروي أنها في تلك الحجة بلغت نفقتها في ستين يوماً أربعة وخمسين ألف ألف (مليون) درهم. وكانت تنفق في اليوم الواحد آلاف الدنانير قائلة: ثواب الله بغير حساب.
وذكرها الخطيب في تاريخ بغداد وأثنى عليها وقال: كانت معروفة بالخير والفضل على أهل العلم، والبر بالفقراء والمساكين، ولها آثار كثيرة في طريق مكة من مصانع حفرتها وبرك أحدثتها وكذلك بمكة والمدينة. كما تحدث «ابن جيد» عن هذه المرافق التي شيدتها زُبيدة حتى أصلحت الطريق من بغداد إلى مكة، بما أقامته من منافع تخدم الحجيج والمسافرين وتوفر لهم الماء والطعام والسكن، حتى أحيت هذا الطريق المُوحش، ولولا ذلك لكانت هذه الطريق من أوحش المسالك على الإطلاق. وما يزال جزء من الطريق بين الكوفة ومكة المكرمة، وهو الذي تولت إصلاحه، يعرف حتى اليوم باسم «طريق زبيدة».

## الصراع على الخلافة
اختلفَتْ زُبيدةُ مع زوجها الخليفة هارون الرشيد على من يتولى الخلافة من بعده. فهي أم أولاً وأخيراً، وابنها محمد الأمين هو الأصلح من وجهة نظرها لتولي الخلافة، رغم أنه كان أصغر من أخيه المأمون بستة أشهر. فالأمين هاشمي الأب والأم، وهو ما لم يجتمع لغيره إلا في عبد الله المحض من أبناء الحسن بن علي بن ابي طالب وجده الإمام علي بن أبي طالب كرم الله وجهه. أما المأمون، فأمه جارية من جواري القصر تدعى مراجل. وكان هارون الرشيد يميل لتعيين المأمون ولياً للعهد لعلمه برجاحة عقله وأدبه والتزامه بأدب السلاطين والخلفاء، على عكس الأمين الذي كان الطيش يغلب عليه.
وقد كان من النتائج المباشرة للصراع من أجل تعيبين ولي للعهد وقوع نكبة البرامكة. وهؤلاء كانوا وزراء العباسيين منذ أوائل أيام قيام دولتهم. وكان كبيرهم، في عهد الرشيد، جعفر بن يحيى البرمكي، شقيق الخليفة بالرضاعة، حيث إن الخيزران، أم هارون أرضعت جعفراً الذي يكبر ابنها بأيام معدودات.
وكان سبب المذبحة أن جعفر وآل برمك أيدوا رأي هارون بتعيين ابنه المأمون ولياً للعهد. ولربما كان دافعهم الأول أن أم المأمون كانت جارية فارسية، وهم أيضاً من سراة العجم. وعندما علمت زبيدة بموقفهم، أبلغت زوجها أنهم يتآمرون عليه للقضاء على دولته والاستقلال بفارس، ويبدو أيضاً أنها كانت تمتلك بعض الأدلة التي تؤكد تورطهم. وهكذا أعمل هارون في آل برمك السيف، فلم ينجُ منهم أحداً، حتى جعفر. ولعل ما حدث يؤكد مدى الحظوة والنفوذ الذين كانت زبيدة تحظى بهما لدى زوجها.
وعندما قالت للخليفة: ابني الأمين خير من ابنك المأمون سخاء قلب وشجاعة نفس (علماً بأنها هي التي ربت المأمون لأن أمه ماتت بحمى النفاس بعد ثلاثة أيام من ولادته)، رد عليها بقوله: إن ابنك يزيّنه في عينيك ما يُزين الولد في عين الأبوين، فاتقيِ الله، فوالله إن ابنك لأحب إليّ، إلا أنها الخلافة لا تصلح إلا لمن كان لها أهلاً، وبها مستحقًا. ونحن مسؤولون عن هذا الخلق، ومأخوذون بهذا الأنام، فما أغنانا أن نلقى الله بوزرهم، وننقلب إلى الله بإثمهم. واستدعى ولديه واحدًا تلو الآخر، ودار حوار أسفر عن خطيئة ثانية كان لها أثر كبير في مستقبل الدولة فيما بعد، ألا وهي تعيين المأمون ولياً لعهد الأمين – الذي هو بدوره ولي عهد – ومن ثم تعيين ابن ثالث، هو القاسم، ولياً لعهد المأمون.
وقد ذُكر في التاريخ أن الأمين فشل في الحكم منذ أول يوم اعتلى فيه سدة الخلافة، ودارت الدوائر عليه بعد أن أساء لطوائف كبيرة من الأتباع ولعدد من كبار القادة، فانقلب الجميع ضده، وكانت نهايته مأساوية، إذ قتل في معركة دارت بين أنصار الأخوين، حيث وقفت القبائل العربية يومها مع الأمين بينما كان معظم أنصار المأمون من العجم. وقد برزت رجاحة عقلها ورزانتها مرة ثانية، لما جاءها نبأ مقتل ولدها، عندما وأدت مساعي أهل الفتنة لتحريضها على الثأر من المأمون، الذي كان بمكان ولدها وقد أرسل إليها يبرئ نفسه بعد أن أرسلت إليه أبياتاً من الشعر أبكته.
وفي رواية الخطيب البغدادي: إن زُبيدة أرسلت للمأمون قائلة: «أهنئك بخلافة قد هنأت نفسي بها عنك قبل أن أراك، ولئن كنت قد فقدتُ ابنًا خليفة، فقد عُوضت ابنًا خليفة لم ألده، وأسأل الله أجرًا على ما أخذ، وإمتاعًا بما عوَّض». وأخذ المأمون بعد ذلك في إكرامها ومودتها ورضاها.

## شخصية زبيدة
كانت ذات طبيعة صافية، تغلب عليها النزعة الصوفية. وكان مما يعزز ظنونهم أنها بنت بعد وفاة زوجها قصراً أحاطته بحدائق واسعة، واستخدمت مئات الكتبة والمساعدين الذين كانت حركتهم لا تنقطع وهم ينقلون الرسائل منها وإليها.
قال ابن بردي في وصفها: «أعظم نساء عصرها ديناً وأصلاً وجمالاً وصيانة ومعروفا.ً لقد كانت زبيدة سيدة جليلة سخية لها فضل في الحضارة والعمران والعطف على الأدباء والأطباء والشعراء».
وقد كان لها الدور الكبير في تطور الأزياء النسائية في العصر العباسي. فقد كانت النساء من مختلف الطبقات ينتظرن ظهورها على أحر من الجمر ويسعين إلى تقليدها في ما ترتديه من ثياب. وقد عرف عنها أنها استوردت من الهند والصين أفخر أنواع الحرير الطبيعي الموشى بالذهب والفضة والحجارة الكريمة. وكانت كثيراً ما تختار ألواناً باهرة لم يسبق لأحد من النساء أن ارتدتها من قبل.
قال شمس الدين محمد الذهبي في ذكر سيرتها: الست المحجبة أمة العزيز وتكنى أم جعفر بنت جعفر بن المنصور أبي جعفر، العباسية، والدة الأمين محمد بن الرشيد. قيل: لم تلد عباسية خليفة سواها. وكانت عظيمة الجاه والمال، لها آثار حميدة في طريق الحج، وجدها المنصور هو لقبها زبيدة. ومن حشمتها أنها لما حجت نابها بضعة وخمسون ألف ألف درهم.
وكانت زبيدة أول من اتخذ أدوات القصر من الذهب والفضة المكللة بالجوهر. وكان الخدم والجواري يملأون قصرها ويذهبون برسائلها وكتبها. وهي أيضاً أول من اتخذ القباب من الفضة والآبنوس والصندل والكلاليب من الذهب والفضة ملبسة بالوشي والسمور وأنواع الحرير الأحمر والأصفر والأخضر والأزرق.
جسّدت زبيدة المثال الأكبر في مكانة المرأة الزوجة والقائدة، وقد كانت حياة الرشيد الحافلة بالعمل والعبادة والفكر نموذجاً آخر لنجاحها، فقد عرف عن الرشيد التفقه ومحبة العلماء ومزاولة الرياضات البدنية والذهنية حتى أنه مارس الشطرنج بشغف واستمرارية ليتعلم ترويض الذهن والصبر وطول البال، وكان بالإضافة إلى كل ذلك يجد متسعاً من الوقت للعبادة وأداء الفرائض والسنن، وكانت تنتابه حالات من التوجُّد الروحي حتى وصفه البعض بأنه كان من البكّائين المتأثرين بالنصوص القرآنية وسير الصالحين. كانت زبيدة بنت جعفر تقف وراء ملحمة المُلك وبيت الزوجية وتقديم النموذج، وعندما يرد ذكرها في التاريخ تنتصب الخلافة العباسية في طورها الأكثر رقياً ورفعة.
ويقول بعض النقاد من الأدباء أن كتاب ألف ليلة وليلة إنما بني على أساس من نمط حياة الرشيد وزبيدة، ويحاولون العثور على أوجه التشابه بين زبيدة وعدد من شخصيات الرواية. لكن ذلك يجانب الواقع. فهذه المرأة التي اشتهرت بلقب «السيدة زبيدة» والتي كان الجميع، على اختلاف طبقاتهم ومستوياتهم يكنون لها الحب لما تميزت به من طيبة قلب وتواضع، حفرت بأفعالها اسمها في سجل الخالدين، دونما الحاجة لأن تكون بطلة قصة في رواية.

## عين زبيدة
أمرت بإجراء سبيل الماء العذب من شرق مكة إلى داخلها خدمة للحجيج والمعتمرين واللتي عرفت بعين زبيدة واستمرت هذه العين تسقي الحاج وأهالي مكة المكرمة نحو أكثر من ألف عام وصولا إلى العهد السعودي.

## وفاتها
عاشت السيدة زبيدة 23 عاماً بعد وفاة هارون الرشيد، وتُوفيت في بغداد سنة 216 هـ الموافق 831م بعد أن عاشت في ظل عبد الله المأمون معزّزة مكرّمة كما كانت في عهد أبيه. وكان المأمون يعاملها معاملة الأم، وكثيراً ما كان يلجأ إلى مشورتها في أمور الدولة، ويقبل برأيها، حتى لو كان مخالفاً لما يراه هو شخصياً. وقد رثاها مسلم بن عمرو الخاسر الشاعر البصري، بعد رحيلها ظلت باقية حية في أذهان بني العباس، يتذكرون أخبارها وأخلاقها وثقافتها المميزة، وظلوا يتناقلون أفعالها في أرجاء الجزيرة العربية.

## وصلات خارجية
- زبيدة بنت جعفر بن عبد الله (وهومؤسس الدولة العباسية المعروف يأبي جعفر المنصور) بن محمد بن علي بن عبد الله بن العباس بن عبد المطلب بن هاشم
- السيدة زبيدة زوجة الخليفة هارون الرشيد«ملامح الطغيان والاستبداد»
- زبيدة بنت جعفر.. ساقية الحجـيج!